# Seznam plovil Jugoslovanske vojne mornarice
To je seznam ladij oz. plovil, ki so bila v sestavi flote Jugoslovanske vojne mornarice:

## Podmornice

### Razred Una
| Ime          | Slika | Leto izgradnje | Ladjedelnica                             | Usoda                                                                                                   |
| ------------ | ----- | -------------- | ---------------------------------------- | --- |
| P-911 Tisa   |       | 1983           | Ladjedelnica specijalnih objektov, Split | Odpeljana v Črno goro. V 90-ih letih je bila konzervirana.                                              |
| P-912 Una    |       | 1984           | Ladjedelnica specijalnih objektov, Split | Odpeljana v Črno goro. V 90. letih je bila konzervirana. Od leta 2004 je naprodaj.                      |
| P-913 Zeta   |       | 1987           | Ladjedelnica specijalnih objektov, Split | Odpeljana v Črno goro. Muzejski eksponat v Parku vojaške zgodovine Pivka                                |
| P-914 Soča   |       | 1985           | Ladjedelnica specijalnih objektov, Split | Ostala na Hrvaškem. Uvedena v sestav Hrvaške vojne mornarice pod imenom P-01 Velebit. Ni več v uporabi. |
| P-915 Vardar |       | 1985           | Ladjedelnica specijalnih objektov, Split | Odpeljana v Črno goro. Ni več v uporabi.                                                                |
| P-916 Kolpa  |       | 1986           | Ladjedelnica specijalnih objektov, Split | Odpeljana v Črno goro. Ni več v uporabi.                                                                |

### Razred Sava
| Ime         | Slika | Leto izgradnje | Ladjedelnica                             | Usoda                                                                             |
| ----------- | ----- | -------------- | ---------------------------------------- | --------------------------------------------------------------------------------- |
| P-831 Sava  |       | 1978           | Ladjedelnica specijalnih objektov, Split | Odpeljana v Črno goro. Leta 2009 razrezana in prodana kot staro železo v Turčijo. |
| P-832 Drava |       | 1980           | Ladjedelnica specijalnih objektov, Split | Odpeljana v Črno goro. Naj bi bila razrezana in prodana kot staro železo.         |

### Razred Heroj
| Ime         | Slika | Leto izgradnje | Ladjedelnica                             | Usoda                                                                      |
| ----------- | ----- | -------------- | ---------------------------------------- | -------------------------------------------------------------------------- |
| P-821 Heroj |       | 1968           | Ladjedelnica specijalnih objektov, Split | Odpeljana v Črno goro.                                                     |
| P-822 Junak |       | 1969           | Ladjedelnica specijalnih objektov, Split | Odpeljana v Črno goro.                                                     |
| P-823 Uskok |       | 1970           | Ladjedelnica specijalnih objektov, Split | Odpeljana v Črno goro. Od leta 1998 ni bila več uporabi in bila razrezana. |

### Razred Sutjeska
| Ime            | Slika | Leto izgradnje | Ladjedelnica  | Usoda                          |
| -------------- | ----- | -------------- | ------------- | ------------------------------ |
| P-811 Sutjeska |       | 1960           | Uljanik, Pulj | Od leta 1980 ni več v uporabi. |
| P-812 Neretva  |       | 1961           | Uljanik, Pulj | Od leta 1981 ni več v uporabi. |

### Ostale
| Ime           | Slika | Leto izgradnje | Ladjedelnica                                             | Usoda                                                                                           |
| ------------- | ----- | -------------- | -------------------------------------------------------- | ----------------------------------------------------------------------------------------------- |
| P-801 Tara    |       | 1928           | Vickers-Armstrong-Elswick Newcastle, Združeno kraljestvo | Bivša Nebojša, razreda Hrabri. Iz uporabe 1955, razrezana 1958.                                 |
| P-802 Sava    |       | 1942           | Ladjedelnica specijalnih objektov, Split                 | Od 1968 ni več v uporabi.                                                                       |
| P-901 Mališan |       | 1943           | Caproni, Milano, Italija                                 | Leta 1945 zajeta v Pulju. Od leta 1958 ni več v uporabi, premeščena v Tehniški muzej v Zagrebu. |

## Rušilci

### Razred W
| Ime        | Slika | Leto izgradnje         | Ladjedelnica | Usoda                      |
| ---------- | ----- | ---------------------- | ------------ | -------------------------- |
| R-21 Kotor |       | Splavitev: 8. maj 1942 |              | Od leta 1971 ni v uporabi. |
| R-22 Učka  |       |                        |              |                            |

### Ostali
| Ime        | Slika | Leto izgradnje                     | Ladjedelnica | Usoda                                |
| ---------- | ----- | ---------------------------------- | ------------ | ------------------------------------ |
| R-11 Split |       | Kobilica: maj 1939 Splavitev: 1958 | Split        | Od leta 1985 ni v uporabi. Razrezan. |

## Eskortni rušilci

### Razred Ciclone
| Ime           | Slika                     | Leto izgradnje | Ladjedelnica                                        | Usoda                                                          |
| ------------- | ------------------------- | -------------- | --------------------------------------------------- | -------------------------------------------------------------- |
| RE-51 Triglav | Slika:Classe indomito.jpg | 1943           | Cantieri navali del Tirreno, Riva Trigoso, Italija. | Jugoslavija ga dobila kot poplačilo vojne škode. Ni v uporabi. |
| RE-52 Biokovo |                           |                | Cantieri navali del Tirreno, Riva Trigoso, Italija. | Jugoslavija ga dobila kot poplačilo vojne škode. Ni v uporabi. |

## Raketne topnjače

### Razred Koni
| Ime           | Slika | Leto izgradnje | Ladjedelnica      | Usoda                                                                            |
| ------------- | ----- | -------------- | ----------------- | -------------------------------------------------------------------------------- |
| VPBR-31 Split |       | 1976           | Zelenodolsk, ZSSR | V 90. preimenovan v Beograd. Prodan in razrezan 2013.                            |
| VPBR-32 Koper |       | 1981           | Zelenodolsk, ZSSR | Odpeljan v Črno goro. V 90.ih preimenovan v Podgorica. Razrezan za staro železo. |

### Razred Kotor
| Ime           | Slika | Leto izgradnje | Ladjedelnica | Usoda                  |
| ------------- | ----- | -------------- | ------------ | ---------------------- |
| VPBR-33 Kotor |       | 1985           | Kraljevica   | Nahaja se v Črni gori. |
| VPBR-34 Pula  |       | 1985           | Kraljevica   | Nahaja se v Črni gori. |

### Razred Končar
| Ime                      | Slika | Leto izgradnje | Ladjedelnica | Usoda                                                                   |
| ------------------------ | ----- | -------------- | ------------ | ----------------------------------------------------------------------- |
| RTOP-401 Rade Končar     |       | 1977           | Kraljevica   | Odpeljan v Črno goro. Od leta 2004 ni v uporabi in je naprodaj.         |
| RTOP-402 Vlado Četković  |       | 1978           | Kraljevica   | V službi HRM pod oznako RTOP-21 Šibenik (ta je prikazan tudi na sliki). |
| RTOP-403 Ramiz Sadiku    |       | 1978           | Kraljevica   | Odpeljan v Črno goro in razrezan.                                       |
| RTOP-404 Hasan Zahirović |       | 1978           | Kraljevica   | Odpeljan v Črno goro. Od leta 2007 ni v uporabi in je naprodaj.         |
| RTOP-405 Jordan Nikolov  |       | 1979           | Kraljevica   | Odpeljan v Črno goro in ni v uporabi.                                   |
| RTOP-406 Ante Banina     |       | 1979           | Kraljevica   | Odpeljan v Črno goro in ni v uporabi.                                   |

### Razred Osa I
| Ime                      | Slika | Leto izgradnje | Ladjedelnica | Usoda                                                                                               |
| ------------------------ | ----- | -------------- | ------------ | --------------------------------------------------------------------------------------------------- |
| RČ-301 Mitar Acev        |       |                | ZSSR         | Odpeljan v Črno goro.                                                                               |
| RČ-302 Vlado Bagat       |       |                | ZSSR         | Odpeljan v Črno goro, odpisan.                                                                      |
| RČ-303 Petar Drapšin     |       |                | ZSSR         | Odpeljan v Črno goro, odpisan.                                                                      |
| RČ-304 Steva Filipović   |       |                | ZSSR         | Odpeljan v Črno goro, prodan Egiptu.                                                                |
| RČ-305 Žikica Jovanović  |       |                | ZSSR         | Odpeljan v Črno goro, prodan Egiptu.                                                                |
| RČ-306 Nikola Martinović |       |                | ZSSR         | Odpeljan v Črno goro, prodan Egiptu.                                                                |
| RČ-307 Josip Mazar       |       |                | ZSSR         | Odpeljan v Črno goro, prodan Egiptu.                                                                |
| RČ-308 Karlo Rojc        |       |                | ZSSR         | Odpeljan v Črno goro, prodan Egiptu.                                                                |
| RČ-309 Franc Rozman      |       |                | ZSSR         | Odpeljan v Črno goro, odpisan.                                                                      |
| RČ-310 Velimir Škorpik   |       |                | ZSSR         | V službi HRM pod oznako OBM-41 Dubrovnik. Od leta 2000 ni v uporabi. Razrezan leta 2010 v Šibeniku. |

## Torpedne ladje

### Razred Sršen
| Ime                    | Slika | Leto izgradnje | Ladjedelnica | Usoda                                                                                  |
| ---------------------- | ----- | -------------- | ------------ | -------------------------------------------------------------------------------------- |
| TČ-211 Pionir          |       |                |              |                                                                                        |
| TČ-212 Partizan        |       |                |              |                                                                                        |
| TČ-213 Proleter        |       | 1968           | Kraljevica   |                                                                                        |
| TČ-214 Topčider        |       |                |              |                                                                                        |
| TČ-215 Ivan            |       |                |              |                                                                                        |
| TČ-216 Jadran          |       | 1969           | Kraljevica   |                                                                                        |
| TČ-217 Kornat          |       | 1969           | Kraljevica   |                                                                                        |
| TČ-218 Biokovac        |       | 1969           | Kraljevica   |                                                                                        |
| TČ-219 Streljko        |       | 1970           | Kraljevica   |                                                                                        |
| TČ-220 Crvena zvijezda |       | 1970           | Kraljevica   |                                                                                        |
| TČ-221 Partizan III    |       | 1970           | Kraljevica   |                                                                                        |
| TČ-222 Partizan II     |       | 1971           | Kraljevica   | Ostal na Hrvaškem in služil pod imenom TB-51 Vukovar. Naj bi šel na rezanje v Šibenik. |
| TČ-223 Napredek        |       | 1971           | Kraljevica   |                                                                                        |
| TČ-224 Pionir II       |       | 1971           | Kraljevica   |                                                                                        |

## Patruljne ladje

### Razred CO1 (Kraljevica)
| Ime              | Slika | Leto izgradnje | Ladjedelnica | Usoda                                                                       |
| ---------------- | ----- | -------------- | ------------ | --------------------------------------------------------------------------- |
| PBR-501          |       | 1951           | Kraljevica   | odpisan leta 1974                                                           |
| PBR-502          |       | 1951           | Kraljevica   | podarjen Bangladešu, preimenovan Karnapuli                                  |
| PBR-503          |       | 1951           | Kraljevica   | odpisan leta 1974                                                           |
| PBR-504          |       | 1951           | Kraljevica   | odpisan 1949-1984                                                           |
| PBR-505          |       | 1951           | Kraljevica   | podarjen Bangladešu, preimenovan Tista                                      |
| PBR-506          |       | 1952           | Kraljevica   | odpisan 1979-1984                                                           |
| PBR-507          |       | 1952           | Kraljevica   | podarjen Etiopiji                                                           |
| PBR-508          |       | 1952           | Kraljevica   | potopljen kot ladja-tarča 1979-1984                                         |
| PBR-509          |       | 1954           | Kraljevica   | odpisan 1979-1984                                                           |
| PBR-510          |       | 1953           | Kraljevica   | odpisan 1972, kot ladja-tarča potopljen v zalivu Žanjice pred Boko Kotorsko |
| PBR-511          |       | 1953           | Kraljevica   | odpisan 1973                                                                |
| PBR-512          |       | 1954           | Kraljevica   | kot ladja-tarča potopljen 1979-1984                                         |
| PBR-513          |       | 1954           | Kraljevica   | podarjen Indoneziji, preimenovan Dorang (311)                               |
| PBR-514          |       | 1954           | Kraljevica   | podarjen Indoneziji, preimenovan Bubara                                     |
| PBR-515          |       | 1954           | Kraljevica   | podarjen Indoneziji, preimenovan Layang                                     |
| PBR-516          |       | 1955           | Kraljevica   | podarjen Indoneziji, preimenovan Krapu                                      |
| PBR-517          |       | 1955           | Kraljevica   | podarjen Indoneziji, preimenovan Lemadang                                   |
| PBR-518          |       | 1955           | Kraljevica   | podarjen Indoneziji, preimenovan Todak                                      |
| PBR-519 Miran    |       | 1956           | Kraljevica   | odpisan 1988                                                                |
| PBR-520 Streljko |       | 1956           | Kraljevica   | odpisan 1988                                                                |
| PBR-521 Marjan   |       | 1956           | Kraljevica   | odpisan 1989                                                                |
| PBR-522 Napredak |       | 1956           | Kraljevica   | podarjen Sudanu, preimenovan Fasher                                         |
| PBR-523 Naprijed |       | 1956           | Kraljevica   | predan Sudanu, preimenovan Khartoum                                         |
| PBR-524 Proleter |       | 1957           | Kraljevica   | odpisan 1990, potopljen 1991                                                |

### Razred CCO2
| Ime            | Slika | Leto izgradnje | Ladjedelnica | Usoda |
| -------------- | ----- | -------------- | ------------ | ----- |
| PBR-551 Mornar |       | 1957           | Kraljevica   |       |
| PBR-552 Borac  |       | 1957           | Kraljevica   |       |

### Razred C-80
| Ime             | Slika | Leto izgradnje | Ladjedelnica | Usoda |
| --------------- | ----- | -------------- | ------------ | ----- |
| PČ-132 Kalnik   |       | 1964           | Kraljevica   |       |
| PČ-133 Velebit  |       | 1964           | Kraljevica   |       |
| PČ-134 Romanija |       | 1964           | Kraljevica   |       |
| PČ-135 Triglav  |       | 1964           | Kraljevica   |       |
| PČ-136 Lovčen   |       | 1964           | Kraljevica   |       |
| PČ-137 Rudnik   |       | 1967           | Kraljevica   |       |
| PČ-138          |       | 1968           | Kraljevica   |       |
| PČ-139          |       | 1968           | Kraljevica   |       |
| PČ-140          |       | 1968           | Kraljevica   |       |

### Razred Mirna
| Ime                | Slika | Leto izgradnje | Ladjedelnica | Usoda |
| ------------------ | ----- | -------------- | ------------ | --- |
| PČ-171 Biokovo     |       | 1980           | Kraljevica   | V službi HRM pod imenom OB-01 Novigrad (ta je tudi na sliki).                                             |
| PČ-172 Pohorje     |       | 1983/84        | Kraljevica   | Odpeljan Črno goro. Danes se uporablja za prevoz turistov.                                                |
| PČ-173 Koprivnik   |       | 1981           | Kraljevica   | Odpeljan Črno goro. Danes se uporablja za prevoz turistov.                                                |
| PČ-174 Učka        |       | 1982           | Kraljevica   | V službi črnogorske pomorske policije pod oznako P-01 "Bar".                                              |
| PČ-175 Grmeč       |       | 1982           | Kraljevica   | Odpeljan Črno goro. Leta 2007 prodan hrvaškemu privatniku in pluje pod imenom "Nada" za prevoz turistov.  |
| PČ-176 Mukos       |       | 1983           | Kraljevica   | V službi HRM pod oznako OB-02 Šolta.                                                                      |
| PČ-177 Fruška gora |       | 1983           | Kraljevica   | Odpeljan v Črno goro. Kasneje prodan hrvaškemu privatniku in pluje pod imenom "Ina" za prevoz turistov.   |
| PČ-178 Kosmaj      |       | 1983           | Kraljevica   | V službi črnogorske pomorske policije pod oznako P-03 "H. Novi".                                          |
| PČ-179 Zelengora   |       | 1983           | Kraljevica   | Odpeljan Črno goro. Kasneje prodan hrvaškemu privatniku in pluje pod imenom "Ilirija" za prevoz turistov. |
| PČ-180 Cer         |       | 1984           | Kraljevica   | V službi HRM pod oznako OB-03 Cavtat (ta je tudi na sliki).                                               |
| PČ-181 Durmitor    |       | 1985           | Kraljevica   | V službi HRM pod oznako OB-04 Hrvatska Kostajnica (ta je tudi na sliki).                                  |

## Šolske ladje
| Ime    | Slika | Leto izgradnje | Ladjedelnica                           | Usoda                                                                                                 |
| ------ | ----- | -------------- | -------------------------------------- | --- |
| Galeb  |       | 1938           | Ansaldo, Genova, Italija               | Leta 1991 odpeljan v Črno goro. Sedaj se nahaja v ladjedelnici Viktor Lenac in je v lasti mesta Reka. |
| Jadran |       | 1933           | H. C. Stülcken & Sohn Hamburg, Nemčija | Šolska jadrnica črnogorske vojne mornarice.                                                           |

## Minolovci
| Ime                | Slika | Leto izgradnje | Ladjedelnica       | Usoda                                                                                |
| ------------------ | ----- | -------------- | ------------------ | ------------------------------------------------------------------------------------ |
| M-151 Vukov Klanac |       |                | Le Havre, Francija | Leta 1991 zelo poškodovan.                                                           |
| M-152 Podgora      |       | 1957           | Le Havre, Francija | Odpeljan v Črno goro in v uporabi do leta 2004. Razrezan leta 2005.                  |
| M-153 Blitvenica   |       | 1957           | Le Havre, Francija | Odpeljan v Črno goro in v uporabi do leta 2004. Nato prodan privatniku iz Slovenije. |
| M-161 Gradac       |       |                | SFRJ               | Odpeljan v Črno goro.                                                                |
| M-141              |       |                |                    |                                                                                      |
| M-142 Brseč        |       |                |                    |                                                                                      |
| M-143 Iž           |       |                |                    |                                                                                      |
| M-144 Olib         |       |                |                    |                                                                                      |

## Pomožne ladje

### Tankerji

#### Za nafto
| Ime          | Slika | Leto izgradnje | Ladjedelnica | Usoda                             |
| ------------ | ----- | -------------- | ------------ | --------------------------------- |
| PN-26 Sipa   |       | 1989           |              | Odpeljan v Črno goro in razrezan. |
| PN-27 Lignja |       | 1989           |              |                                   |

#### Za vodo
| Ime        | Slika | Leto izgradnje | Ladjedelnica | Usoda                                |
| ---------- | ----- | -------------- | ------------ | ------------------------------------ |
| PV-16      |       |                |              |                                      |
| PV-17 Alga |       | 1952           | Reka         | Odpeljan v Črno goro in je naprodaj. |

### Vlačilci

#### Pristaniški
| Ime   | Slika | Leto izgradnje | Ladjedelnica | Usoda                                |
| ----- | ----- | -------------- | ------------ | ------------------------------------ |
| LR-72 |       | 1953           | Reka         | Odpeljan v Črno goro in je naprodaj. |
| LR-74 |       |                |              |                                      |
| LR-78 |       |                |              |                                      |

#### Odprtomorski
| Ime           | Slika | Leto izgradnje | Ladjedelnica | Usoda                                                           |
| ------------- | ----- | -------------- | ------------ | --------------------------------------------------------------- |
| PR-37 Zobatec |       |                |              | Odpeljan v Črno goro in leta 2005 prodan privatniku iz Hrvaške. |
| PR-38 Tun     |       | 1957           | Kraljevica   |                                                                 |
| PR-39         |       | 1958           | Kraljevica   |                                                                 |
| PR-41 Orada   |       |                |              | Odpeljan v Črno goro.                                           |

### Transportni
| Ime          | Slika | Leto izgradnje | Ladjedelnica | Usoda                                                                                               |
| ------------ | ----- | -------------- | ------------ | --------------------------------------------------------------------------------------------------- |
| PO-91 Lubin  |       |                |              | |
| PO-92 Ugor   |       |                |              | Prodan privatniku, preimenovan v Boka Star in leta 2002 zaplenjen zaradi prevoza ilegalnega tovora. |
| PO-93 Kit    |       |                |              | Prodan privatniku                                                                                   |
| PT-71 Meduza |       | 1956           | Trogir       | Zaplenjen v Šibeniku leta 1991 in od takrat v službi HRM.                                           |
| PT-72 Jastog |       |                | Trogir       | |